# Limnophora perakensis
Limnophora perakensis är en tvåvingeart som beskrevs av Malloch 1929. Limnophora perakensis ingår i släktet Limnophora och familjen husflugor. Inga underarter finns listade i Catalogue of Life.